# «Сокіл» (Київ) у сезоні 1982—1983
У сезоні 1983/84 київський «Сокіл» здобув четверте місце в чемпіонаті СРСР, брав участь у низці турнірів і міжнародних поєдинків.

## Чемпіонат СРСР
37-ма першість СРСР серед команд вищої ліги тривала з 17 вересня 1982 по 22 квітня 1983 року. В основному змаганні брали участь 12 клубів, які зіграли один з одним по чотири поєдинки. Потім команди, які посіли місця з п'ятого по восьме, провели чотирьохколове змагання. Чотири останніх клуби вищої ліги боролися з найкращими колективами першої ліги у перехідному турнірі.

### Підсумкова таблиця
| М  | Команда                | І  | Пер | Н  | Пор | ЗШ  | ПШ  | О  |
| -- | ---------------------- | -- | --- | -- | --- | --- | --- | -- |
| 1  | ЦСКА (Москва)          | 44 | 40  | 1  | 3   | 261 | 73  | 81 |
| 2  | «Спартак» (Москва)     | 44 | 33  | 3  | 8   | 208 | 122 | 69 |
| 3  | «Динамо» (Москва)      | 44 | 30  | 6  | 8   | 159 | 93  | 66 |
| 4  | «Сокіл» (Київ)         | 44 | 22  | 5  | 17  | 163 | 138 | 49 |
| 5  | «Динамо» (Рига)        | 44 | 21  | 3  | 20  | 191 | 177 | 45 |
| 6  | «Торпедо» (Горький)    | 44 | 16  | 11 | 17  | 137 | 154 | 43 |
| 7  | «Крила Рад» (Москва)   | 44 | 15  | 6  | 23  | 113 | 145 | 36 |
| 8  | «Хімік» (Воскресенськ) | 44 | 15  | 6  | 23  | 121 | 165 | 36 |
| 9  | СКА (Ленінград)        | 44 | 12  | 6  | 26  | 140 | 164 | 30 |
| 10 | «Трактор» (Челябінськ) | 44 | 11  | 7  | 26  | 100 | 168 | 29 |
| 11 | «Іжсталь» (Іжевськ)    | 44 | 10  | 6  | 28  | 118 | 199 | 26 |
| 12 | «Салават Юлаєв» (Уфа)  | 44 | 7   | 4  | 33  | 111 | 221 | 18 |

### Склад команди
| № | Гравець            | Дата народження | І  | Г    | П | 0 | Штр |
| - | ------------------ | --------------- | -- | ---- | - | - | --- |
|   | Костянтин Гаврилов | 26.10.1957      | 30 | 33п  |   |   | 0   |
|   | Юрій Шундров       | 06.06.1956      | 38 | 105п |   |   | 4   |

| № | Гравець             | Дата народження | І  | Г | П  | 0  | Штр |
| - | ------------------- | --------------- | -- | - | -- | -- | --- |
|   | Сергій Горбушин     | 20.05.1957      | 44 | 7 | 11 | 18 | 39  |
|   | Микола Ладигін      | 20.05.1954      | 44 | 6 | 8  | 14 | 40  |
|   | Олександр Менченков | 19.01.1958      | 40 | 6 | 8  | 14 | 20  |
|   | Валерій Ширяєв      | 26.08.1963      | 37 | 2 | 4  | 6  | 26  |
|   | Олег Васюнін        | 11.04.1959      | 40 | 1 | 3  | 4  | 22  |
|   | Анатолій Доніка     | 20.06.1960      | 34 | 3 | 1  | 4  | 14  |
|   | Юрій Парфілов       | 30.03.1955      | 38 | 1 | 2  | 3  | 28  |
|   | Андрій Коршунов     | 22.05.1965      | 10 | 0 | 1  | 1  | 0   |

| № | Гравець             | Дата народження | І  | Г  | П  | 0  | Штр |
| - | ------------------- | --------------- | -- | -- | -- | -- | --- |
|   | Микола Наріманов    | 10.04.1958      | 43 | 17 | 15 | 32 | 26  |
|   | Володимир Голубович | 02.07.1954      | 43 | 15 | 15 | 30 | 18  |
|   | Сергій Давидов      | 20.04.1957      | 43 | 18 | 10 | 28 | 4   |
|   | Анатолій Степанищев | 29.01.1961      | 43 | 17 | 8  | 25 | 14  |
|   | Олександр Куликов   | 10.02.1955      | 43 | 13 | 9  | 22 | 13  |
|   | Євген Шастін        | 14.07.1960      | 33 | 15 | 6  | 21 | 26  |
|   | Олег Ісламов        | 05.08.1953      | 44 | 8  | 12 | 20 | 29  |
|   | Анатолій Дьомін     | 15.01.1954      | 42 | 13 | 6  | 19 | 38  |
|   | Сергій Земченко     | 31.05.1961      | 44 | 11 | 5  | 16 | 24  |
|   | Андрій Овчинников   | 01.05.1961      | 42 | 3  | 4  | 7  | 32  |
|   | Андрій Мажугін      | 26.05.1963      | 35 | 3  | 4  | 7  | 12  |
|   | Андрій Земко        | 28.05.1961      | 30 | 3  | 0  | 3  | 14  |
|   | Володимир Полежаєв  | 23.01.1958      | 11 | 1  | 1  | 2  | 2   |

Старший тренер — Анатолій Богданов; тренери — Броніслав Самович, Олександр Фадєєв.

## Міжнародні зустрічі
Сезон розпочав домашніми товариськими матчами з чехословацьким «Слованом» (Братислава) і фінським клубом «Ільвес» з міста Тампере.
| 5 серння 1982 |

| «Сокіл» (Київ)                                      | 6 : 6 | «Слован» (Братислава) |
| --------------------------------------------------- | ----- | --------------------- |
| Перфильєв Овчинников Шастін Бут Земченко Степанищев |       |                       |

| Київ |

| 6 серння 1982 |

| «Сокіл» (Київ)                                                                | 10 : 6 | «Слован» (Братислава) |
| ----------------------------------------------------------------------------- | ------ | --------------------- |
| Шастін Овчинников — 2 Полежаєв Дьомін — 2 Земченко Куликов Ладигін Степанищев |        |                       |

| Київ |

| 9 серпня 1982 |

| «Сокіл» (Київ)                               | 6 : 3 | «Ільвес» (Тампере) |
| -------------------------------------------- | ----- | ------------------ |
| Степанищев Найда — 2 Ісламов Дьомін Земченко |       |                    |

| Київ |

| 11 серпня 1982 |

| «Сокіл» (Київ)                             | 5 : 0 | «Ільвес» (Тампере) |
| ------------------------------------------ | ----- | ------------------ |
| Ладигін Наріманов Голубович Давидов Шастін |       |                    |

| Київ |

| 12 вересня 1982 |

| «Ільвес» (Тампере) | 1 : 3 | «Сокіл» (Київ) |
| ------------------ | ----- | -------------- |
|                    |       |                |

|  |

| 13 вересня 1982 |

| «Клотен» (Швейцарія) | 3 : 4 | «Сокіл» (Київ) |
| -------------------- | ----- | -------------- |
|                      |       |                |

|  |

| 14 вересня 1982 |

| ЮПХТ (Ювяскюля) | 4 : 13 | «Сокіл» (Київ) |
| --------------- | ------ | -------------- |
|                 |        |                |

|  |

| 14 вересня 1982 |

| КалПа (Куопіо) | 1 : 5 | «Сокіл» (Київ) |
| -------------- | ----- | -------------- |
|                |       |                |

|  |

| грудень 1982 |

| «Пластика» (Нітра) | 4 : 3 | «Сокіл» (Київ)           |
| ------------------ | ----- | ------------------------ |
|                    |       | Голубович Дьомін Давидов |

| Нітра |

| грудень 1982 |

| «Слован» (Братислава) | 1 : 5 | «Сокіл» (Київ)                       |
| --------------------- | ----- | ------------------------------------ |
|                       |       | Шастін — 2 Ісламов Дьомін Овчинников |

| Братислава |

## Турнір газети «Советский спорт»
Традиційний турнір на призи московської газети «Советский спорт» проходив у Києві, Ленінграді й Ризі. В українській групі змагалися «Динамо» (Вайсвассер) із Німецької Демократичної Республіки, національна збірна Польщі та чотири клуби вищої ліги: «Спартак» (Москва), «Трактор» (Челябінськ), «Салават Юлаєв» (Уфа) і місцевий «Сокіл».
| 1 тур 1 вересня 1982 |

| «Сокіл» (Київ)             | 4 : 6 | «Трактор» (Челябінськ)                       |
| -------------------------- | ----- | -------------------------------------------- |
| Шастін — 2 Мажугін Давидов |       | Рожков Власов — 2 Молчанов Єзовських Бухарін |

| Палац спорту (Київ) |

| 2 тур 2 вересня 1982 |

| «Сокіл» (Київ)                           | 5 : 2 | «Динамо» (Вайсвассер) |
| ---------------------------------------- | ----- | --------------------- |
| Степанищев Давидов Дьомін Шастін Мажугін |       | Шольц Бартель         |

| Палац спорту (Київ) |

| 3 тур 4 вересня 1982 |

| «Сокіл» (Київ) | 1 : 2 | «Салават Юлаєв» (Уфа) |
| -------------- | ----- | --------------------- |
| Шастін         |       | Юлдашев Ємелін        |

| Палац спорту (Київ) |

| 4 тур 5 вересня 1982 |

| «Сокіл» (Київ)                             | 5 : 3 | збірна Польщі      |
| ------------------------------------------ | ----- | ------------------ |
| Овчинников Куликов Давидов Горбушин Дьомін |       | Грут Яхна Гшонстек |

| Палац спорту (Київ) |

| 5 тур 7 вересня 1982 |

| «Сокіл» (Київ) | 0 : 1 | «Спартак» (Москва) |
| -------------- | ----- | ------------------ |
|                |       | Логінов            |

| Палац спорту (Київ) |

| М | Команда                    | І | Пер | Н | Пор | ЗШ | ПШ | О |
| - | -------------------------- | - | --- | - | --- | -- | -- | - |
| 1 | «Спартак» (Москва)         | 5 | 4   | 1 | 0   | 27 | 7  | 9 |
| 2 | «Трактор» (Челябінськ)     | 5 | 3   | 2 | 0   | 22 | 13 | 8 |
| 3 | «Салават Юлаєв» (Уфа)      | 5 | 2   | 1 | 2   | 17 | 19 | 5 |
| 4 | «Сокіл» (Київ)             | 5 | 2   | 0 | 3   | 15 | 14 | 4 |
| 5 | Польща                     | 5 | 2   | 0 | 3   | 21 | 19 | 4 |
| 6 | «Динамо» (Вайсвассер, НДР) | 5 | 0   | 0 | 5   | 8  | 38 | 0 |

| Гравець             | Г |
| ------------------- | - |
| Євген Шастін        | 4 |
| Сергій Давидов      | 3 |
| Анатолій Дьомін     | 2 |
| Андрій Мажугін      | 2 |
| Сергій Горбушин     | 1 |
| Олександр Куликов   | 1 |
| Андрій Овчинников   | 1 |
| Анатолій Степанищев | 1 |

## Турне по Канаді
| 29 грудня 1982 |

| Канада (олімп.) | 2 : 5 | «Сокіл» (Київ)                               |
| --------------- | ----- | -------------------------------------------- |
|                 |       | Дьомін Ладигін Степанищев Наріманов Земченко |

| Саскатун |

| 30 грудня 1982 |

| Канада (олімп.) | 4 : 6 | «Сокіл» (Київ)                            |
| --------------- | ----- | ----------------------------------------- |
|                 |       | Наріманов — 3 Овчинников Голубович Шастін |

| Реджайна |

| 2 січня 1983 |

| Канада (олімп.) | 1 : 7 | «Сокіл» (Київ)                                   |
| --------------- | ----- | ------------------------------------------------ |
|                 |       | Шастін — 2 Дьомін — 2 Ладигін Степанищев Куликов |

| Йорктон |

| 3 січня 1983 |

| Канада (олімп.) | 0 : 3 | «Сокіл» (Київ)     |
| --------------- | ----- | ------------------ |
|                 |       | Шастін — 2 Куликов |

|  |

| 4 січня 1983 |

| Канада (олімп.) | 3 : 8 | «Сокіл» (Київ)                                          |
| --------------- | ----- | ------------------------------------------------------- |
|                 |       | Степанищев — 2 Наріманов — 2 Земченко — 2 Голубович — 2 |

| Принс-Альберт |

| 5 січня 1983 |

| Канада (олімп.) | 4 : 6 | «Сокіл» (Київ)                                     |
| --------------- | ----- | -------------------------------------------------- |
|                 |       | Степанищев Горбушин Ісламов Мажугін Куликов Шастін |

| Сент-Джонс |

| 6 січня 1983 |

| Канада (олімп.) | 5 : 4 | «Сокіл» (Київ)                      |
| --------------- | ----- | ----------------------------------- |
|                 |       | Степанищев Наріманов Васюнін Шастін |

|  |

| 8 січня 1983 |

| Канада (олімп.) | 2 : 4 | «Сокіл» (Київ)                         |
| --------------- | ----- | -------------------------------------- |
|                 |       | Степанищев Васюнін Менченков Голубович |

| Шарлоттаун |

| 9 січня 1983 |

| Канада (олімп.) | 2 : 4 | «Сокіл» (Київ)                  |
| --------------- | ----- | ------------------------------- |
|                 |       | Земченко Дьомін Ладигін Куликов |

| Монктон |

### Склад команди
| № | Гравець            | Дата народження | Г |
| - | ------------------ | --------------- | - |
|   | Костянтин Гаврилов | 26.10.1957      |   |
|   | Юрій Шундров       | 06.06.1956      |   |

| № | Гравець             | Дата народження | Г |
| - | ------------------- | --------------- | - |
|   | Микола Ладигін      | 20.05.1954      | 3 |
|   | Олег Васюнін        | 11.04.1959      | 2 |
|   | Сергій Горбушин     | 20.05.1957      | 1 |
|   | Олександр Менченков | 19.01.1958      | 1 |
|   | Анатолій Доніка     | 20.06.1960      | 0 |
|   | Юрій Парфілов       | 30.03.1955      | 0 |
|   | Вадим Бут           | 22.02.1965      | 0 |

| № | Гравець             | Дата народження | Г |
| - | ------------------- | --------------- | - |
|   | Микола Наріманов    | 10.04.1958      | 7 |
|   | Анатолій Степанищев | 29.01.1961      | 7 |
|   | Євген Шастін        | 14.07.1960      | 7 |
|   | Володимир Голубович | 02.07.1954      | 4 |
|   | Анатолій Дьомін     | 15.01.1954      | 4 |
|   | Олександр Куликов   | 10.02.1955      | 4 |
|   | Сергій Земченко     | 31.05.1961      | 4 |
|   | Олег Ісламов        | 05.08.1953      | 1 |
|   | Андрій Мажугін      | 26.05.1963      | 1 |
|   | Андрій Овчинников   | 01.05.1961      | 1 |
|   | Сергій Давидов      | 20.04.1957      | 0 |
|   | Андрій Земко        | 28.05.1961      | 0 |
|   | Анатолій Найда      | 04.02.1965      | 0 |

## «Машинобудівник»
Фарм-клуб «Машинобудівник» виступав у західній зоні другої ліги:
| М  | Команда                     | І  | Пер | Н  | Пор | ЗШ  | ПШ  | О  |
| -- | --------------------------- | -- | --- | -- | --- | --- | --- | -- |
| 1  | «Торпедо» (Ярославль)       | 52 | 43  | 2  | 7   | 380 | 153 | 88 |
| 2  | «Іжорець» (Ленінград)       | 52 | 37  | 3  | 12  | 319 | 193 | 77 |
| 3  | «Кристал» (Електросталь)    | 52 | 33  | 5  | 14  | 253 | 163 | 71 |
| 4  | «Зірка» (Оленєгорськ)       | 52 | 27  | 9  | 16  | 223 | 171 | 63 |
| 5  | «Хімік» (Енгельс)           | 52 | 27  | 6  | 19  | 222 | 179 | 60 |
| 6  | «Кренгольм» (Нарва)         | 52 | 29  | 1  | 22  | 232 | 206 | 59 |
| 7  | «Локомотив» (Москва)        | 52 | 24  | 10 | 18  | 227 | 211 | 58 |
| 8  | «Верстатобудівник» (Рязань) | 52 | 27  | 3  | 22  | 240 | 222 | 57 |
| 9  | СКА МВО (Калінін)           | 52 | 21  | 7  | 24  | 233 | 226 | 49 |
| 10 | «Латвіяс Берзс» (Рига)      | 52 | 20  | 2  | 30  | 212 | 265 | 42 |
| 11 | «Трактор» (Липецьк)         | 52 | 14  | 5  | 33  | 172 | 338 | 33 |
| 12 | «Корд» (Щокіно)             | 52 | 12  | 4  | 36  | 138 | 260 | 28 |
| 13 | «Машинобудівник» (Київ)     | 52 | 10  | 7  | 35  | 163 | 291 | 27 |
| 14 | «Спартак» (Архангельськ)    | 52 | 7   | 2  | 43  | 160 | 296 | 16 |

За київську команду грали:
| №  | Гравець            | Дата народження | І | ПГ |
| -- | ------------------ | --------------- | - | -- |
| 20 | Олександр Васильєв | 24.04.1964      |   |    |
| 1  | Ігор Курносенко    | 1963            |   |    |

| №  | Гравець             | Дата народження | І | Г  |
| -- | ------------------- | --------------- | - | -- |
| 3  | Вадим Бут           | 1965            |   |    |
| 2  | Вадим Буценко       | 1965            |   | 1  |
| 28 | Олег Ємчук          | 1964            |   |    |
| 6  | Олег Кипта          | 1964            |   | 15 |
| 7  | Олег Кондратюк      | 1965            |   |    |
| 5  | Сергій Кугута       | 1964            |   | 2  |
|    | Олексій Межебицький | 1965            |   | 1  |
| 4  | Валерій Мосієнко    | 1952            |   | 3  |
| 8  | Олександр Струков   | 1963            |   | 2  |

| №  | Гравець              | Дата народження | І | Г  |
| -- | -------------------- | --------------- | - | -- |
| 26 | Євген Аліпов         | 1965            |   |    |
| 9  | Сергій Бабій         | 1965            |   | 10 |
|    | Валерій Ботвинко     | 1964            |   |    |
|    | Андрій Іонов         | 1964            |   | 2  |
|    | Сергій Корепанов     | 1965            |   | 1  |
|    | Андрій Корнілов      | 1963            |   |    |
|    | Олег Котинас         | 1965            |   |    |
| 16 | Олег Мудров          | 1964            |   | 13 |
| 27 | Анатолій Найда       | 1965            |   | 11 |
| 22 | Олексій Олексієнко   | 1965            |   | 4  |
| 21 | Борис Пушкарьов      | 1956            |   | 18 |
| 12 | Олег Синьков         | 1965            |   | 3  |
|    | Михайло Татаринов    | 1966            |   |    |
| 10 | Андрій Терпиловський | 1962            |   | 17 |
| 15 | Олег Туришев         | 1964            |   | 17 |
| 30 | Сергій Успенський    | 1963            |   | 14 |
| 14 | Юрій Цепилов         | 1964            |   | 17 |
| 24 | Павло Штефан         | 1963            |   | 12 |

Старший тренер — Борис Гольцев; тренер — Микола Свистухін.

## Молодіжна команда
| М | Команда                 | І | Пер | Н | Пор | ЗШ | ПШ | О |
| - | ----------------------- | - | --- | - | --- | -- | -- | - |
| 1 | ЦСКА (Москва)           |   |     |   |     |    |    |   |
| 2 | «Сокіл» (Красноярськ)   |   |     |   |     |    |    |   |
| 3 | «Динамо» (Москва)       |   |     |   |     |    |    |   |
| 4 | «Сокіл» (Київ)          |   |     |   |     |    |    |   |
| 5 | «Сибір» (Новосибірськ)  |   |     |   |     |    |    |   |
| 6 | «Крила Рад» (Москва)    |   |     |   |     |    |    |   |
| 7 | «Промінь» (Свердловськ) |   |     |   |     |    |    |   |
| 8 | «Дизеліст» (Пенза)      |   |     |   |     |    |    |   |

Склад «Сокола»:
Воротарі:
- Костянтин Свиридов (1965)
- Олег Спіцин (1965)

Польові гравці:
- Олег Кондратюк (1965)
- Микола Скринник (1964)
- Валерій Шахрай (1965)
- Олександр Артюхов (1965)
- Олексій Олексієнко (1965)
- Віталій Варава (1964)
- Олексій Салій (1964)
- Олег Мудров
- Олег Котинас (1965)
- Сергій Корепанов (1965)
- Анатолій Найда (1965)
- Сергій Бабій (1965)
- Олег Синьков (1965)
- Євген Аліпов (1965)
- Олег Туришев (1964)
- Олег Ємчук (1964)
- Андрій Іонов (1964)
- Юрій Цепилов (1964)
- Валерій Ботвинко (1964)
- Вадим Бут (1965)

Тренери: Валентин Уткін, Ігор Шичков.

## Юніори
| М | Команда                      | І | Пер | Н | Пор | ЗШ | ПШ | О |
| - | ---------------------------- | - | --- | - | --- | -- | -- | - |
| 1 | СК ім. Салавата Юлаєва (Уфа) |   |     |   |     |    |    |   |
| 2 | «Хімік» (Воскресенськ)       |   |     |   |     |    |    |   |
| 3 | «Торпедо» (Горький)          |   |     |   |     |    |    |   |
| 4 | ЦСКА (Москва)                |   |     |   |     |    |    |   |
| 5 | «Сибір» (Новосибірськ)       |   |     |   |     |    |    |   |
| 6 | «Юність» (Мінськ)            |   |     |   |     |    |    |   |
| 7 | «Сокіл» (Київ)               |   |     |   |     |    |    |   |
| 8 | СК ім. Урицького (Казань)    |   |     |   |     |    |    |   |

Склад «Сокола»:
Воротарі:
- Євген Синявський (1966)
- Павло Михоник (1966)

Польові гравці:
- Ігор Юрченко (1966)
- Сергій Гавриленко (1966)
- Костянтин Лодня (1966)
- Олег Посметьєв (1966)
- Сергій Заставенко (1966)
- Олег Лускань (1966)
- В'ячеслав Галюк (1966)
- Віктор Бурий (1966)
- Володимир Остапчук (1966)
- Геннадій Чухрай (1966)
- Юрій Горлянко (1966)
- Сергій Кулаков (1966)
- Олег Білозеров (1966)
- Володимир Кучеров (1966)
- Геннадій Котенок (1966)
- Олег Ківва (1966)
- Андрій Ловейко (1966)
- Сергій Дорохов (1966)
- Олексій Юматов (1966)
- В'ячеслав Писчасов (1966)

Старший тренер: Анатолій  Дулін.